# Hluchová
Hluchová (polsky Głuchówka) je potok v okrese Frýdek-Místek v Moravskoslezském kraji. Je to pravostranný přítok řeky Olše. Délka toku činí 12,3 km. Plocha povodí měří 37,4 km².

## Průběh toku
Hluchová pramení na úbočí Velkého Stožku v nadmořské výšce zhruba 830 m. Odtud pokračuje na severozápad velmi úzkým údolím, které je ze západu ohraničeno hřebenem Loučky a Filipky, z východu pak Pásmem Čantoryje. Tímto údolím Hluchová pokračuje do Nýdku, kde nabírá svůj pravostranný přítok Střelmou, prudce se stáčí na jihozápad a stéká dolů do Bystřice, kde ústí do Olše.
Na Hluchové je vybudováno několik jezů. Pod pramenem, u úpatí Malého Sošova a Velkého Stožku, se nachází Klaus Hluchová (609 m n. m.) – vodní nádrž která v minulosti byla používaná jako údolní splavovací nádrž pro dopravu dřeva.

### Větší přítoky
- levé – Suchý potok, Žabinec
- pravé – Střelma

## Vodní režim
Průměrný průtok u ústí činí 0,78 m³/s.